# Ovidiu Papadima
Ovidiu Papadima (n. 23 iunie 1909, Sinoie, Mihai Viteazu, județul Constanța – d. 26 mai 1996) a fost un eseist, istoric literar, cronicar literar și folclorist român. 

## Biografie

### Studii și activitate didactică
A urmat studiile liceale la Liceul Alexandru Papiu Ilarian din Târgu Mureș, fiind primul din clasa sa.  După absolvirea liceului în 1928, a studiat la Facultatea de Litere și Filosofie din București între 1928 și 1931. Între 1937 și 1940 s-a dedicat studiilor doctorale în Germania,  fiind beneficiarul unei burse Alexander von Humboldt. Imediat după obținerea doctoratului, a ocupat poziția de lector al catedrei de literatură română la Universitatea din Viena (1940 - 1941).  
A debutat în postura de cronicar literar, încă de la 23 de ani, în paginile Revistei "Gândirea", alături de Tudor Vianu. A mai funcționat ca secretar de redacție la Revista Fundațiilor Regale (1941 - 1947). A activat și în cadrul revistei Sfarmă-Piatră. Din 1941 devine asistent al profesorului George Călinescu, iar ulterior a ocupat poziția de șef de lucrări la Facultatea de Litere și Filosofie din București. A devenit doctor în litere cu teza Ideologia literară pozitivistă în literatura românească a secolului al XIX-lea (1944). A lucrat, de asemenea, ca cercetător la Institutul de Istorie și Teorie Literară "G. Călinescu".

### Prizonier politic
În 1952, Ovidiu Papadima a fost arestat pe considerente politice fabricate și condamnat politic. A fost închis în închisorile din Calea Rahovei, Ghencea, Craiova, Poarta Albă (adică la șantierul primei încercări de construire a Canalului Dunăre - Marea Neagră, unde a ajuns să cântărească doar 44 de kg), Gherla și Jilava. Extenuat total fizic, a fost eliberat pe 7 octombrie 1955. 
După ce i s-a refuzat orice fel de publicare a oricăreia dintre scrierile sale până în 1963, a fost complet reabilitat politic în 1971.

### Familie
Cei doi fii ai săi sunt Ștefan (1953 - 2018, matematician) și Liviu (n. 1957, critic literar). 

## Opera
- O viziune românească asupra lumii, (1941)
- Neam, sat, oraș în poezia lui Octavian Goga, Fundația Regală pentru Literatură și Artă, 1942)
- Creatorii și lumea lor - schițe de critică literară, Fundația Regală pentru Literatură și Artă, 567 p. (1943)
- Poezie și cunoaștere etnică (1944)
- Cu cît cînt, atîta sînt - Antologie a liricii populare, București, Editura pentru literatură, 1963
- Cezar Bolliac (1966)
- Heinrich von Kleist (1967)
- Literatura populară română. Din istoria și poetica ei, Editura pentru literatură, 1968
- Scriitorii și înțelesurile vieții, 1971
- Ion Pillat, 1974
- Ipostaze ale iluminismului românesc, 1975
- Evocări, 1997